# Antonio Di Donato
Antonio Di Donato (Cerignola, 7 settembre 1896 – Cerignola, 24 giugno 1965) è stato un sindacalista e politico italiano.

## Biografia
Figlio di un fabbro, dopo aver conseguito il diploma di ragioniere entra nell'organizzazione sindacale; inviato a Cremona per dirigere il movimento sindacale locale, ne è poi allontanato perché considerato "elemento pericoloso". Tornato a Cerignola, guida la Casa del Lavoro, durante il fascismo, è più volte arrestato: inviato al confino  a Ustica e poi a Favignana nel 1927, quindi a Lipari e Ponza, nel 1937 il Tribunale Speciale lo condanna a 17 anni di carcere per attività illegali.
Scarcerato nel '43, il Partito Comunista lo invia a Bari; intanto, sposa Filomena Misceo, figlia di un altro sindacalista di Cerignola, Antonio Misceo. Quale componente del Comitato di Liberazione, il governo Badoglio lo convoca a Brindisi, dove rifiuta di sciogliere il Comitato in cambio dell'abdicazione del Re. 
Membro del Comitato Centrale del Partito Comunista Italiano, nel 1948 viene eletto Deputato al Parlamento. Impegnato sindacalmente con la CGIL, nel 1950 è segretario generale della Camera del Lavoro di Bari. Conclude il proprio mandato parlamentare nel 1953. Muore nel 1965.